# Veronese (Schiff)
Die Veronese war ein 1906 in Dienst gestelltes Kombischiff der britischen Reederei Lamport & Holt (P&O), der im Passagier- und Frachtverkehr von Europa nach Süd- und Nordamerika eingesetzt wurde. Das Schiff strandete am 16. Januar 1913 auf einer Reise von Liverpool über Vigo nach Buenos Aires mit 232 Passagieren. Während der Fahrt von Vigo nach Porto de Leixões lief die Veronese bei dichtem Nebel auf die Felsen vor Leça da Palmeira.

## Geschichte
1906/07 erhielt die Reederei Lamport & Holt in Liverpool drei kombinierte Fracht- und Passagierschiffe, Velasquez, Verdi und Veronese. Während die Velasquez bei der Werft Sir Raylton Dixon and Company in Middlesbrough entstand, kamen die beiden anderen Schiffe von der nordirischen Werft Workman, Clark. Eingesetzt wurde das Trio im Europa, Süd- und Nordamerika-Dienst. Die Schiffe verließen Europa mit Fracht und Auswanderern in Richtung Amerika und kehrten nordgehend mit Kaffee und Kühlladung als Hauptfracht zurück.
Die Veronese verließ Liverpool am 12. Januar 1913 zu einer Reise über Spanien und Portugal nach Buenos Aires. Das Kommando hatte Kapitän Charles Turner. In Vigo hatten sich noch rund 100 Passagiere nach Südamerika eingeschifft, sodass sich insgesamt 232 Passagiere und Besatzungsmitglieder an Bord befanden, als das Schiff zum Hafen Leixões (als dem nächsten Hafen) unterwegs war. Am 16. Januar 1913 gegen 5 Uhr früh, während eines schweren Sturmes, lief die Veronese bei dichtem Nebel auf die Felsen vor Leça da Palmeira. Eine Bergung der Passagiere war nur über eine Seilverbindung mit Hosenboje zum Land möglich. Zwischen 16 und 23 Menschen ertranken beim Versuch, an Land zu schwimmen.
Das Wrack liegt heute in einer Tiefe von acht bis zehn Metern.